# Monte Venda
Monte Venda, která se nachází v obcích Teolo, Cinto Euganeo, Galzignano a Vo', je se svými 601 m n. m. nejvyšším bodem v Euganejských vrších. Dle mezinárodních parametrů se nedá považovat za "horu", protože nedosahuje 2 000 stop (610 metrů). Z východu k ní přiléhá Monte Rua, na jejímž vrcholu stojí známá poustevna Eremo Santa Maria Annunziata del Rua.

## Popis
Poblíž vrcholu, uprostřed nepoužívaných vojenských zařízení a rozhlasových a televizních vysílačů, stojí ruiny starobylého kláštera Olivetánů, který byl založen kolem roku 1100 z iniciativy poustevníka a o sto let později přešel do rukou benediktinských mnichů.
Na vrcholu se nachází jedno z nejdůležitějších a nejstrategičtějších vysílacích center v Itálii, které pokrývá celé území regionu Benátsko, části Furlanska-Julského Benátska, Trentina, Emilia-Romagna a provincie Brescia a Mantova.
Zároveň se na vrcholu nacházi bývalá základna NATO Venda, jež byla aktivní v letech 1955-1998. Základna se nacházela v bunkru uvnitř hory a sídlilo zde 1. regionální operační středisko (ROC). V případě vypuknutí bojů s Varšavskou smlouvou by se 1. ROC stal velitelským stanovištěm 5. ATAF (Allied Tactical Air Force) a spadal by pod velení AIRSOUTH, velitelství jižních vzdušných sil NATO, ve spojení s velitelstvím West Star (operační velitelství velitelství spojeneckých pozemních sil v jižní Evropě FTASE). Nacházelo se v systému tunelů vyhloubených v nitru hory a bylo považováno za jedno ze základních míst italské a spojenecké obrany, skutečné nervové centrum protivzdušné obrany zahrnuté do systému NADGE (NATO Air Defence Ground Environment).

## Galerie

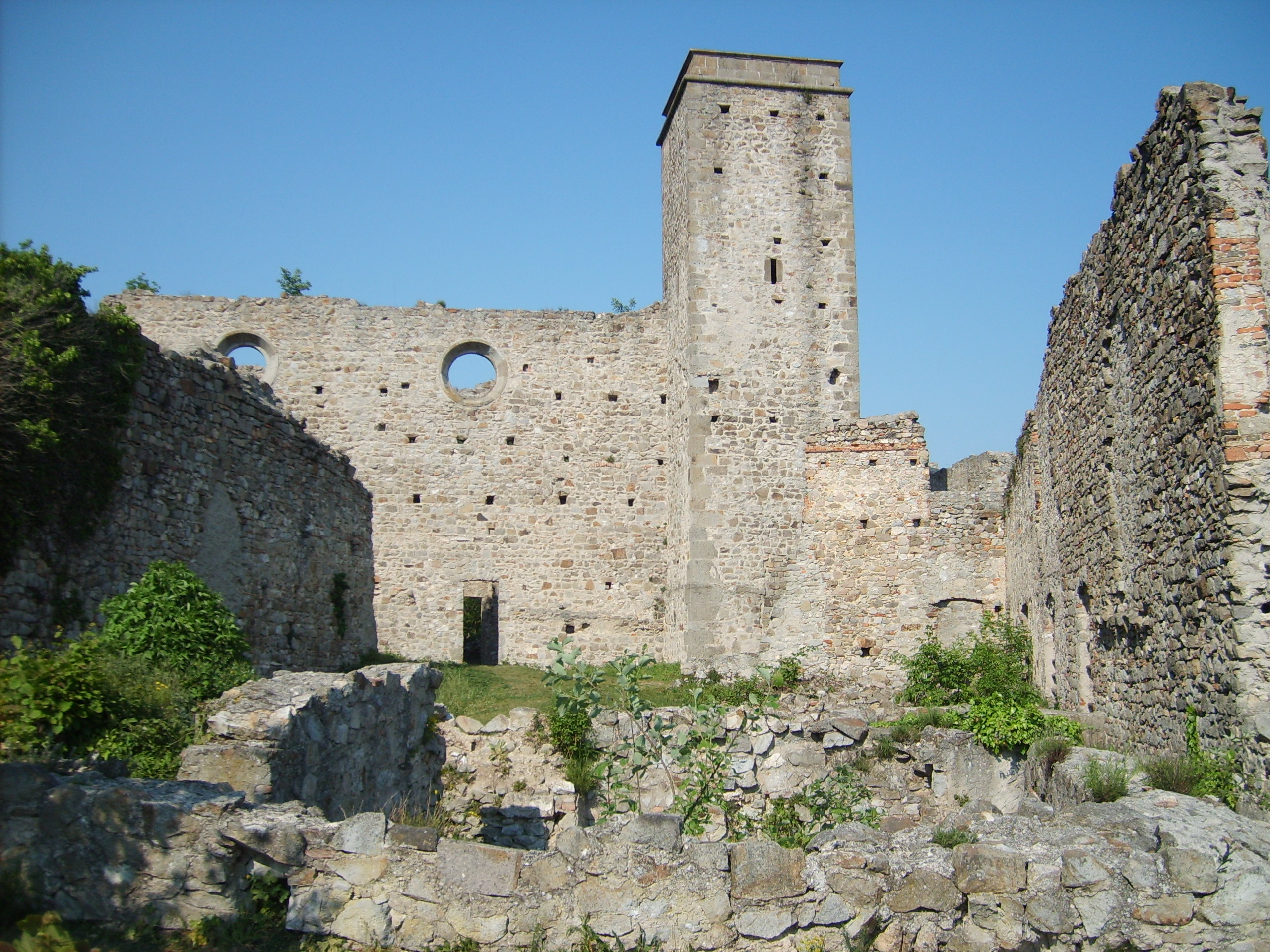
Klášter Olivetánů poblíž vrcholu Monte Venda
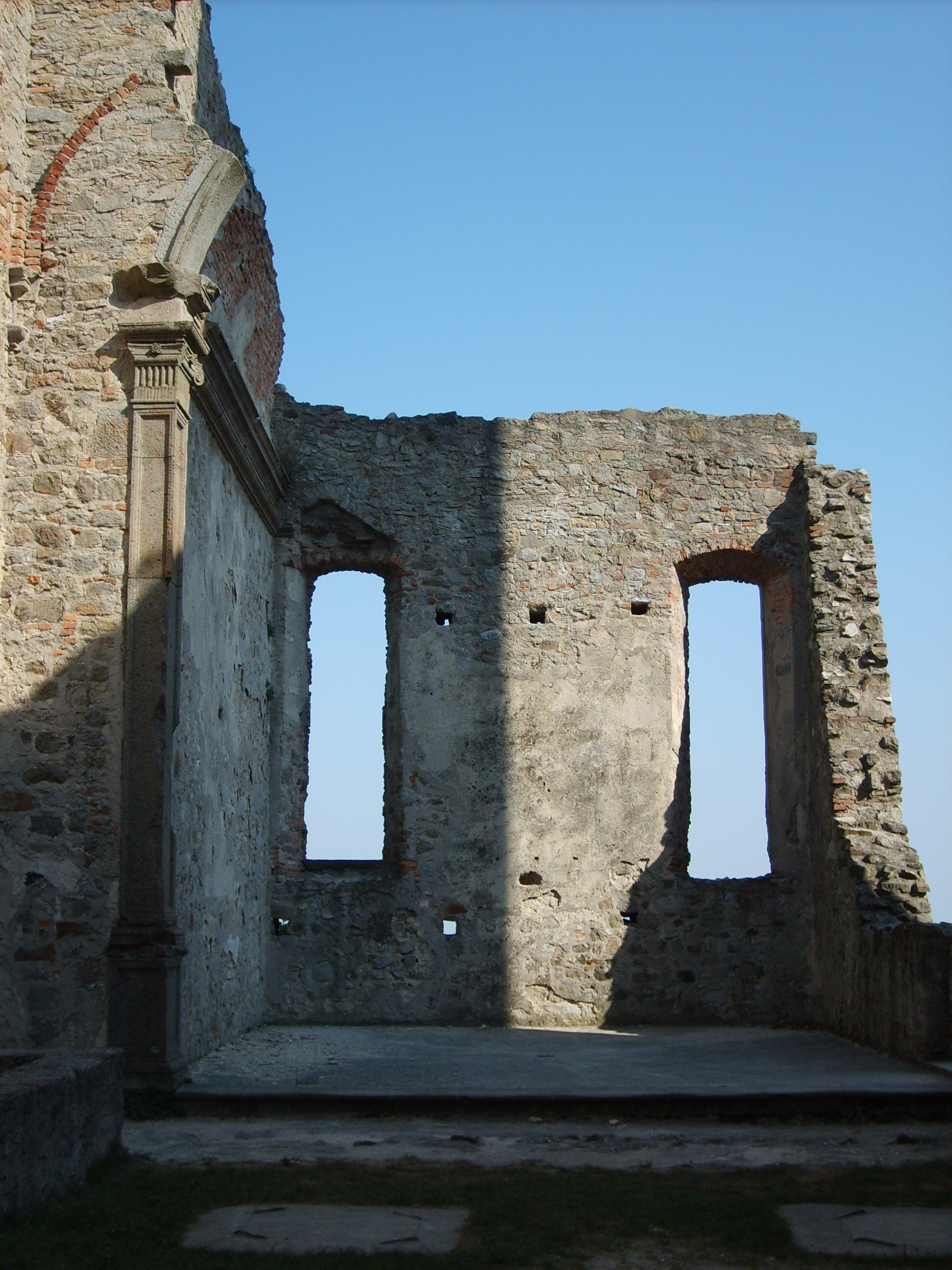
Klášter Olivetánů poblíž vrcholu Monte Venda
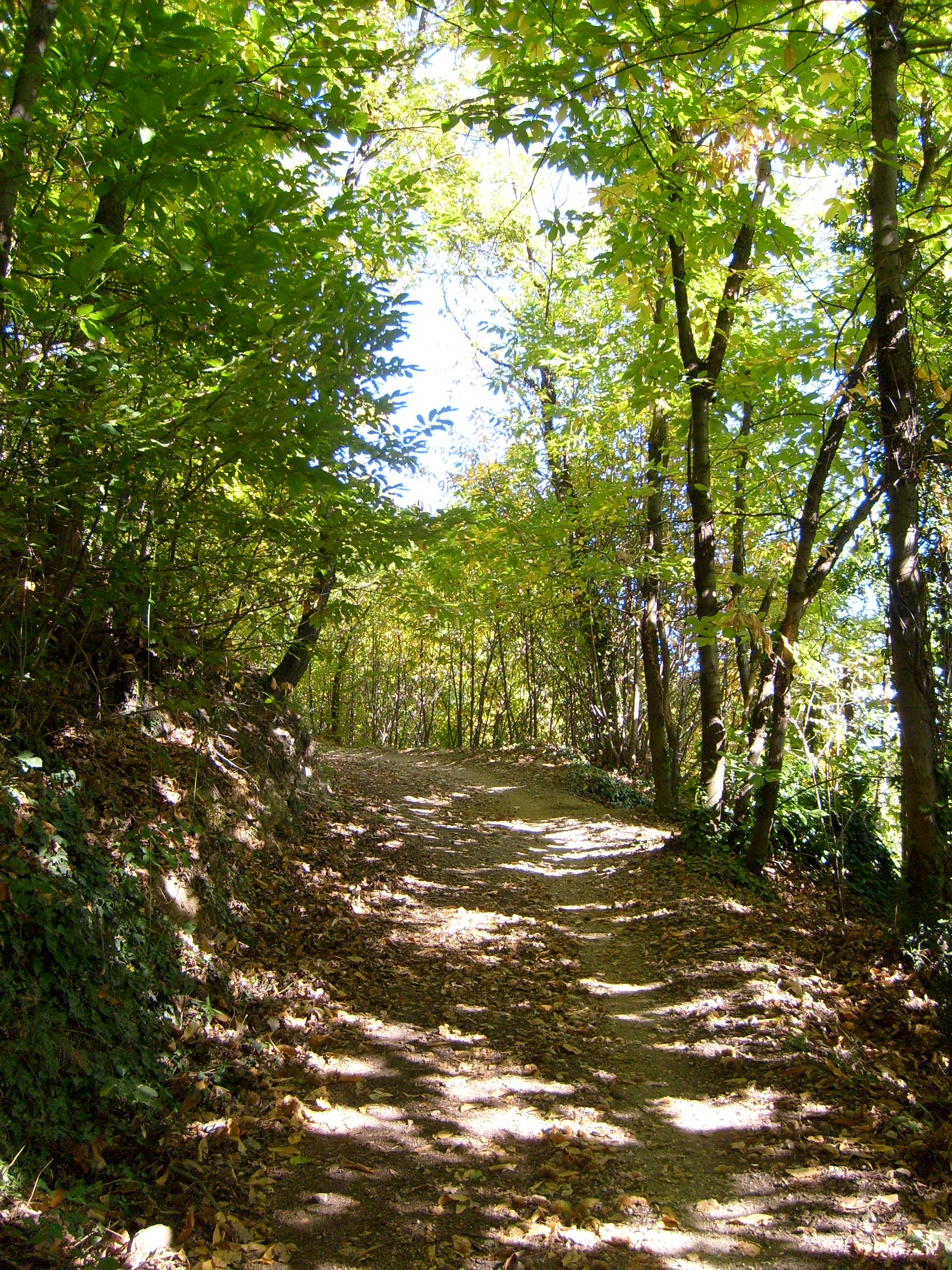
Turistická stezka na Monte Venda
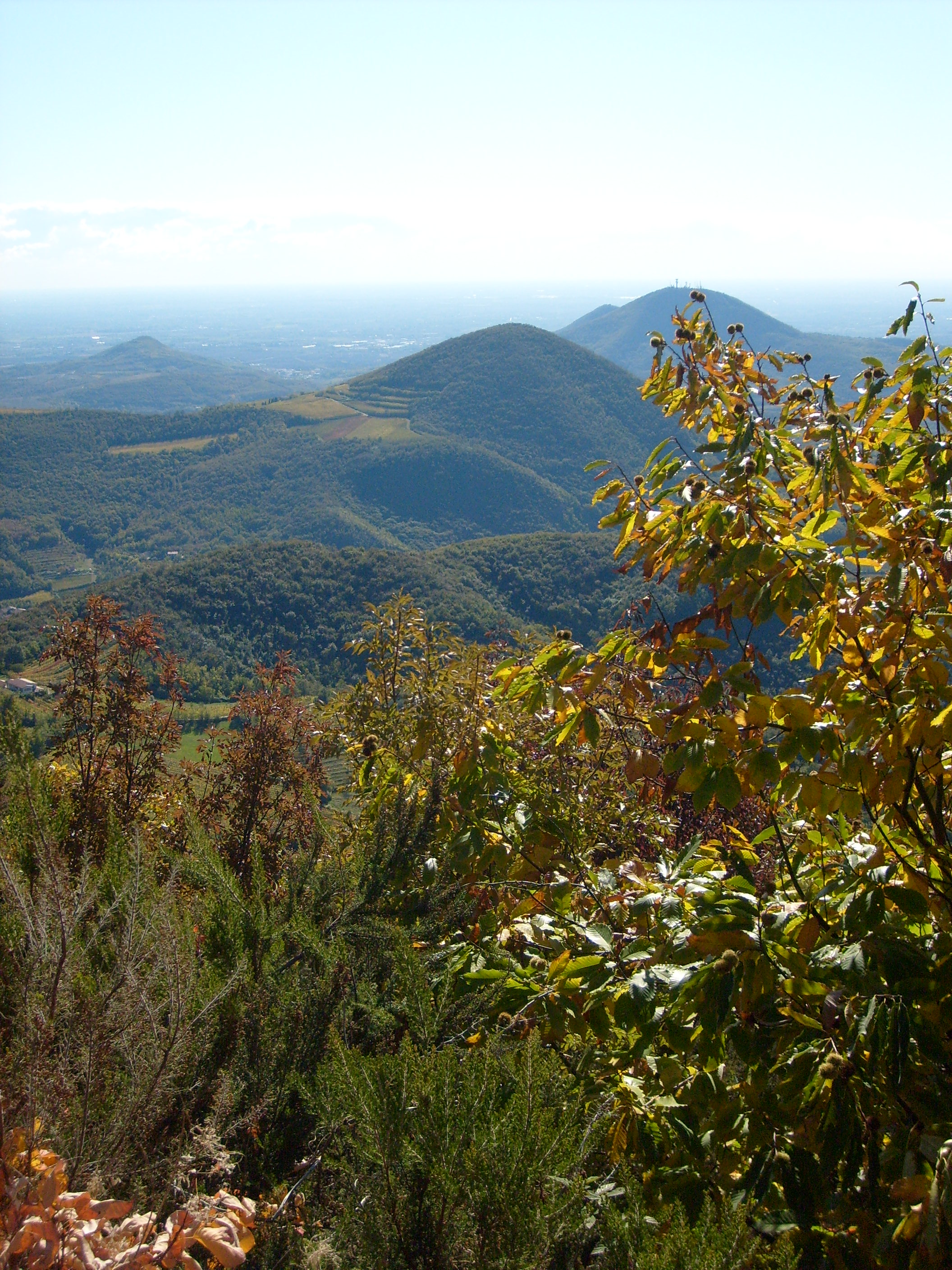
Panoramatický výhled z Monte Venda na okolní kopce